# Besväret och Fnyket

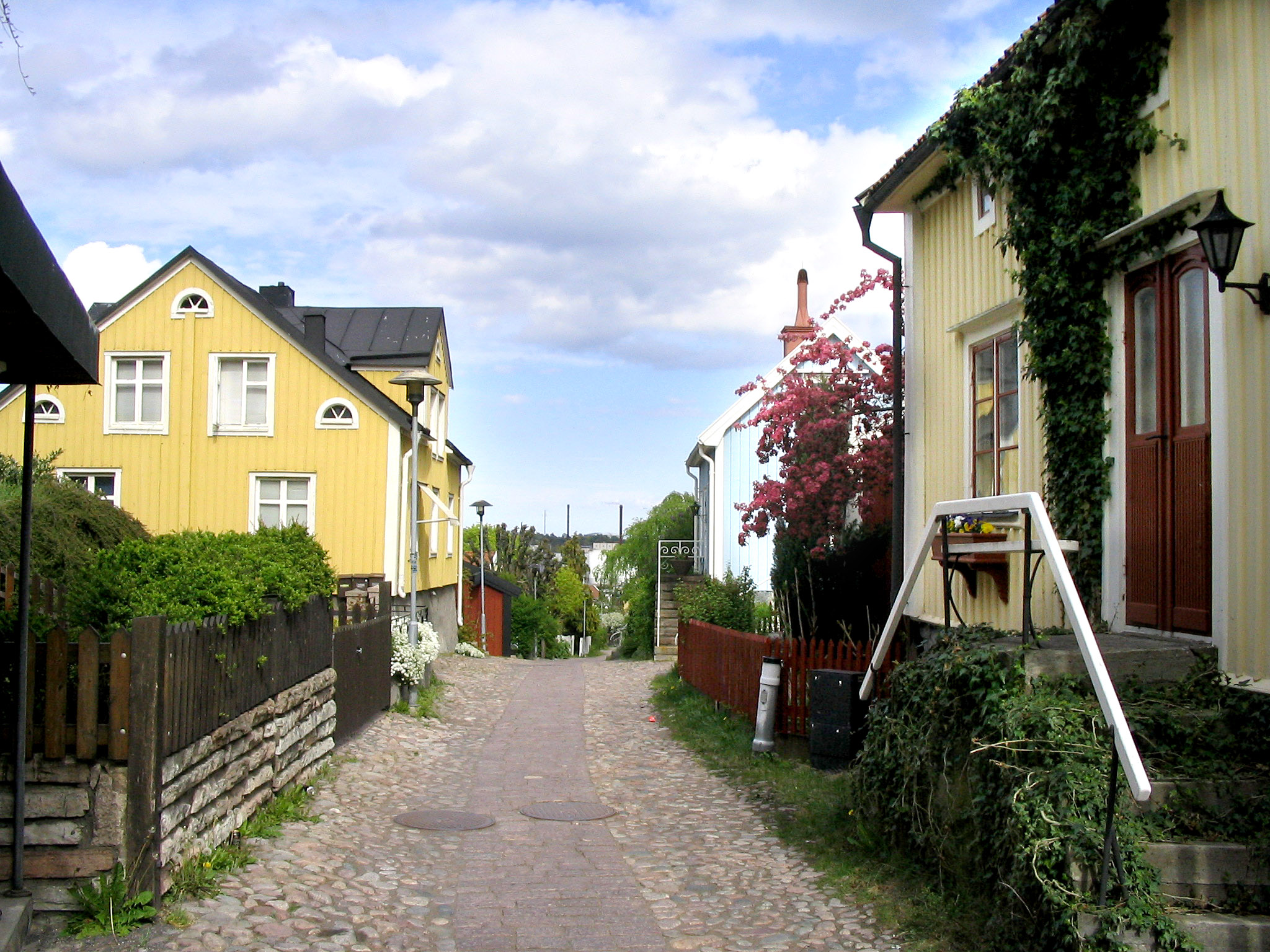
Vy från Besvärsgatans övre del i riktning ned mot hamnen.

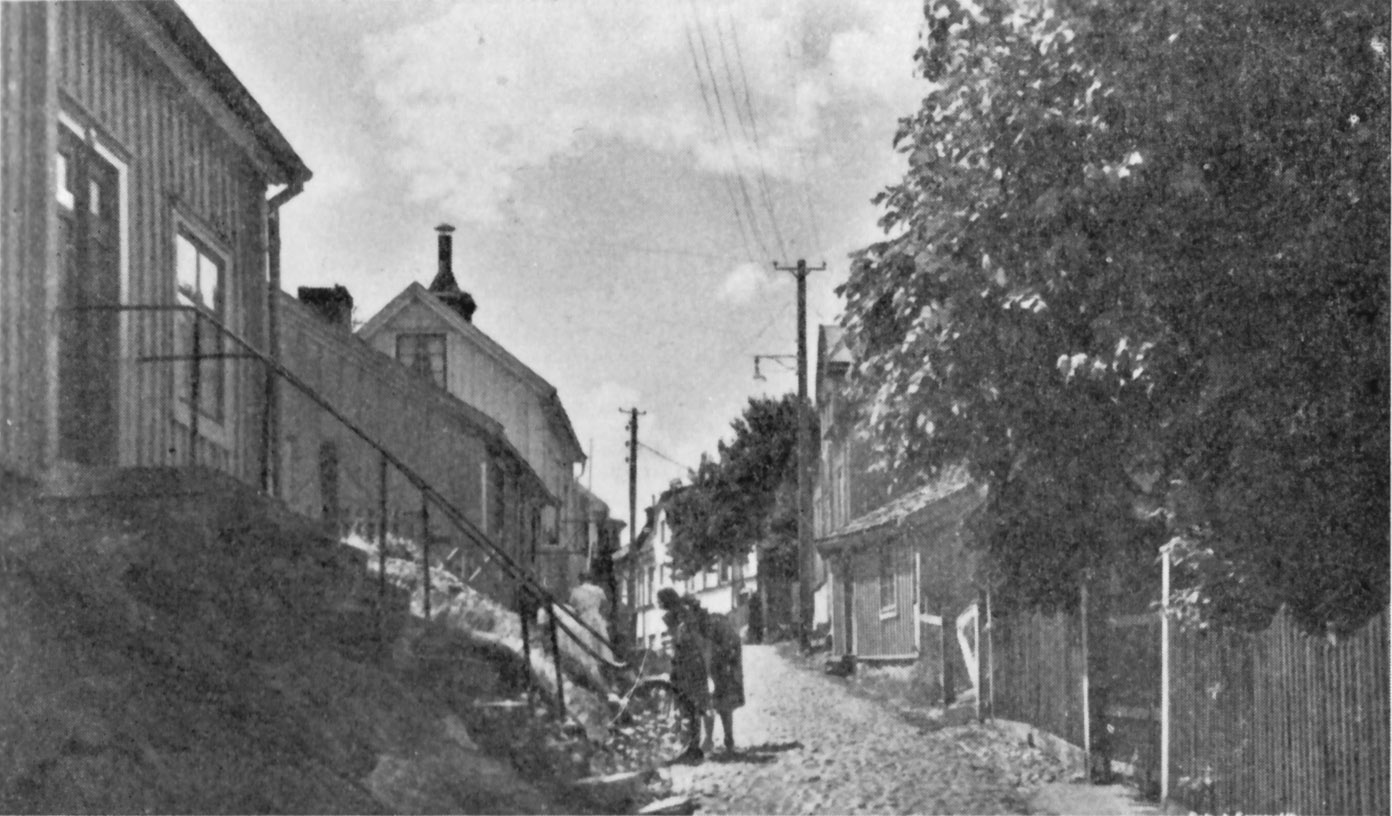
Besvärsgatan i äldre tider.

Besväret och Fnyket är två grannområden i Oskarshamn som tillsammans utgör stadens äldsta stadsdel. Dess bebyggelse består av väl bevarade trähus från 1800-talet. Området är högt beläget på bergknallar belägna mellan hamnen och stadens centrumkärna. Kullerstensbelagda gator löper brant mellan husen ned mot hamnområdet.

## Områdets karaktär
Området började bebyggas i början av 1800-talet och växte sedan under seklets gång. Bebyggelsen domineras av en- eller tvåplans trähus i varierande färger, utsmyckade med snickarglädje och omgivna prunkande trädgårdar. Stadsdelen är högt belägen i förhållande till hamnområdet vilket ger utsikt över Oskarshamns hamn och Östersjön. Ingen sprängning har någonsin gjorts i området varför bebyggelsen och gatorna har fått anpassats till rådande höjdskillnader och uppstickande bergknallar. Flera av husen ligger relativt högt över gatunivån, vilket har givit upphov till flera av områdets karaktäristiskt branta och höga farstutrappor. Stadsdelen har klarat sig från både rivningsvågor och bränder genom åren. Detta, tillsammans med en strävan att bevara miljön, har lett till att Besväret och Fnyket i dag utgör Oskarshamns äldsta bebyggelse. 

## Gatunät och kvarter
Samtliga gator i de båda områdena är relativt smala och kullerstensbelagda. Drottninggatan, som anlades 1902, sträcker sig in i Fnyketområdet från väster fram till Drottningtorget, som är ett litet torg, försett med en pump, brunn och en vilobänk. Efter torget delas gatan upp i Raketgränd och Klysgränd. Dessa båda gator leder i sin tur ned mot den större Hamngatan där de ansluter via smala trappor inklämda mellan huskropparna. 
Det mer sydligt belägna grannområdet Besväret är genomskuret av Besvärsgatan som löper brant ned mot Skeppsbron i hamnområdet. Besväret och Fnyket utgörs av kvarteren med namnen Biet, Myran samt delar av Björnen och Elefanten.

## Bevarandesträvan
År 1967 inventerades Besväret och Fnyket av Riksantikvarieämbetet i syfte att bevara dess miljö och byggnader. Under 1970-talet upprättades en ny planhandling för området som bättre tog hänsyn till dess karaktär och kulturvärden.